# Eakerite
La eakerite è un minerale.